# Mississippi State University
De Mississippi State University (MSU), voluit Mississippi State University for Agriculture and Applied Science is een Amerikaanse openbare onderzoeksuniversiteit gevestigd in Starkville in de staat Mississippi. De universiteit werd opgericht in 1878 als het Agricultural and Mechanical College of the State of Mississippi (Mississippi A&M).

## (Oud-)medewerkers en studenten
- John Grisham[1]